# Wappen von Schleswig (Schiff)
Die Wappen von Schleswig ist ein Tagesausflugsschiff der Reederei A. Bischoff in Schleswig und läuft im Ausflugsverkehr auf der Schlei zwischen Schleswig und Schleimünde.

## Geschichte
Gebaut wurde die Altstadt 1926 auf der Werft der Union-Giesserei A. G. in Königsberg, wo sie im Februar 1927 vom Stapel gelaufen ist. Nach einer anderen Quelle wurde sie um 1910 in Landsberg an der Warthe auf der Werft Pauske gebaut und in Königsberg lediglich überholt.
Der Schleppdampfer und Eisbrecher wurde an die Reederei Fechtner geliefert und lief im Sommer in der Passagierfahrt auf Pregel und Frischem Haff. Dazu verfügte er über zwei Kajüten unterdecks, je eine bugwärts beziehungsweise achtern, in denen die Passagiere Schutz vor der Witterung fanden. Es durften insgesamt etwa 200 Passagieren befördert werden.
Im Winter diente das Schiff als Hafenschlepper im Königsberger Hafen. Zu dieser Zeit umfasste die Besatzung acht Mann, zwei davon im Maschinenraum.
Von 1939 bis 1954 war die 1876 in Königsberg gegründete Reederei Wischke & Reimer Eigentümer der Altstadt, wobei sie zunächst bis 1942 für den Marinewaffenbetrieb Königsberg fuhr, dann zurückgegeben wurde und noch einmal von März bis Mai 1945 für die Marineausrüstungsstelle Gotenhafen im Einsatz war, bis sie am 19. Mai bis zum Verkauf endgültig wieder in den Besitz der Eigentümer gelangte, die ab 1945 als Wischke & Reimer KG, Lübeck, firmierten.
Nach anderen Angaben soll die Altstadt in den letzten Kriegsmonaten im Zubringerverkehr nach Hela eingesetzt worden und etwa zur Zeit der Versenkung der Wilhelm Gustloff mit Flüchtlingen überladen zur Fahrt nach Warnemünde ausgelaufen sein, wobei der Gründer der Schleischifffahrt Erich Fechtner als Maschinist tätig war.
Kurz vor Kriegsende lief sie mit 200 Flüchtlingen nach Burg auf Fehmarn. Danach verkehrte sie zunächst zwischen Burg und Travemünde. Diese Fahrten waren wetterabhängig, da der für die Fluss- und Haffschifffahrt gebaute Dampfer bei entsprechendem Wellengang nicht auslaufen konnte. 1948 wurde die Altstadt in Lübeck umgebaut und mit einem festen Decksaufbau für etwa 120 Passagiere versehen. Ihr Revier war nun die Untere Trave sowie der Elbe-Lübeck-Kanal.
Nach 1950 fuhr sie auf dem Rhein zwischen Mannheim und Duisburg, wobei sie 1952 möglicherweise in Krefeld stationiert war. Ab 1954 war das Schiff Teil der Flotte der Kieler Verkehrs-AG, zunächst in Charter, ehe es 1956 käuflich erworben wurde. Zu dieser Zeit waren bei Fahrten im Bereich des Kieler Hafens 335 Passagiere zulässig, bei Fahrten bis Linie Bühl 253 Passagiere. Passagierfahrten auf See waren nicht mehr zugelassen.

### Baltinn
Im Mai 1960 wurde die Altstadt erneut verchartert, diesmal an die Deutsche Bundesbahn, die das Schiff in Sommersaison des Jahres unter dem Namen Baltinn zwischen Harlesiel und Wangerooge einsetzte.

### Brandenburger Tor
1961 wurde der in Kiel aufliegende Dampfer von der Reederei Alfred Becker gekauft, die ihn nach Berlin schleppen, bei den Deutschen Industriewerken in Spandau zum Motorschiff umbauen und mit neuen Aufbauten ausstatten ließ. Dieses lief ab dem Frühjahr 1962 als Brandenburger Tor auf der Havel. Die Reederei siedelte im Frühjahr 1968 samt Schiff an die Schlei nach Schleswig um.

### Wappen von Schleswig
In Schleswig erfolgte die Umbenennung in Wappen von Schleswig. Im Jahre 1972 kaufte Anton Bischoff das Schiff, auf dem er in den 30er Jahren als Heizer gearbeitet hatte. Seine Familie betreibt die ehemalige Altstadt im Jahr 2021 in dritter Generation.

## Technik
Die Wappen von Schleswig ist 31,40 Meter lang und 6,50 Meter breit und hat einen Tiefgang von 1,54 Meter. Ihr Rumpf ist genietet. Ursprünglich hatte sie ein glattes Deck, das für die saisonale Passagierfahrt mit nicht fest installierten Aufbauten versehen wurde. Nach mehreren Umbauten ist das Schiff mit Stand von 2019 für 240 Passagiere zugelassen.
Bei Ablieferung war die Altstadt von einer Zweizylinder-Verbunddampfmaschine von Borsig in Berlin mit 182 PS ausgerüstet, mit der sie etwa acht Knoten lief. Der Maschinenraum, der dieses Aggregat aufnahm, war sieben Meter lang. Beim Umbau zum Motorschiff 1961 wurde sie mit einem Deutz-Diesel mit 145 PS ausgestattet. Später erhielt sie einen Dieselmotor von Deutz mit 240 PS.